# Proevippa dregei
Proevippa dregei is een spinnensoort in de taxonomische indeling van de wolfspinnen (Lycosidae).
Het dier behoort tot het geslacht Proevippa. De wetenschappelijke naam van de soort werd voor het eerst geldig gepubliceerd in 1903 door William Frederick Purcell.